# Bruant de Tristram
Emberiza tristrami
Espèce
Statut de conservation UICN

 LC  : Préoccupation mineure
Le Bruant de Tristram (Emberiza tristrami) est une espèce de la famille des Emberizidae.

## Systématique
Le nom scientifique complet (avec auteur) de ce taxon est Emberiza tristrami Swinhoe, 1870.
Ce taxon porte en français le nom vernaculaire ou normalisé suivant : Bruant de Tristram.
Le nom de l'espèce commémore le révérend Henry Baker Tristram (1822-1906).